# Nikolai Starikov
Nikolai Viktorovich Starikov (São Petersburgo, 23 de agosto de 1970) é um escritor russo, jornalista de opinião, ativista social e copresidente do Partido da Grande Pátria e sua ONG subsidiária União dos Cidadãos Russos.
Starikov é o organizador do "Prêmio Goebbels", concedido a "pessoas que mentem, difamam e vilipendiam a Rússia", seguindo os resultados de uma votação entre leitores de seus sites: nstarikov.ru e nstarikov.lj.ru.